# Lista de títulos e prêmios recebidos por Romário

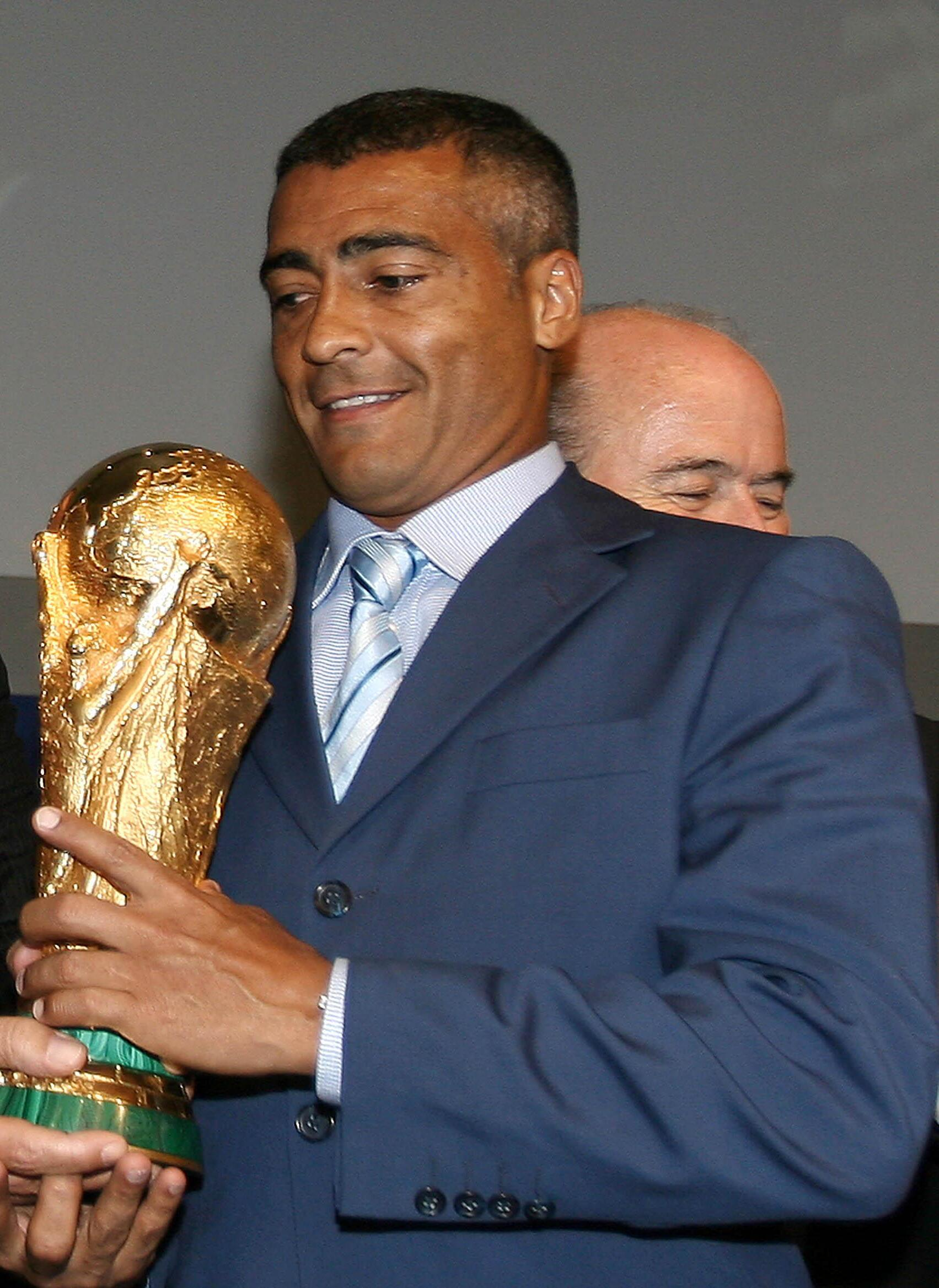
Romário com o troféu da Copa do Mundo FIFA durante um evento em 2007. Ele venceu o mundial com a Seleção Brasileira em 1994

Esta é uma lista de títulos, prêmios e recordes estabelecidos por Romário, ex-futebolista brasileiro. Ele é considerado como um dos maiores jogadores de todos os tempos.

## Títulos
Vasco da Gama
- Copa Mercosul: 2000
- Campeonato Brasileiro: 2000
- Campeonato Carioca: 1987, 1988
- Taça Guanabara: 1986, 1987, 2000
- Taça Rio: 1988, 2001
- Troféu Ramón de Carranza: 1987, 1988
- Copa Ouro (EUA): 1987
- Copa TAP (EUA): 1987
- Taça Juiz de Fora: 1986, 1987
- Taça Brigadeiro Jerônimo Bastos: 1988

PSV Eindhoven
- Campeonato Neerlandês: 1988-89, 1990-91, 1991-92
- Copa dos Países Baixos: 1988-89, 1989-90
- Supercopa dos Países Baixos: 1992

Barcelona
- Campeonato Espanhol: 1993-94
- Supercopa da Espanha: 1994
- Troféu Teresa Herrera: 1993
- Troféu FORTA em Marbella: 1993
- Troféu Olimpíco: 1993
- Troféu da Cidade de Salamanca: 1994

Flamengo
- Copa Mercosul: 1999
- Copa dos Campeões Mundiais: 1997
- Campeonato Carioca: 1996, 1999
- Taça Guanabara: 1995, 1996, 1999
- Taça Rio: 1996
- Torneio Quadrangular de Brasília: 1997

Valencia
- Troféu Naranja: 1996
- Troféu de la Generalitat Valenciana: 1996
- Copa Fuji: 1997
- Troféu Agrupación de Peñas Valencianistas: 1997

Al-Sadd
- Campeonato Qatariano: 2003-04
- Copa da Coroa do Príncipe do Qatar: 2003
- Copa do Emir do Qatar: 2002-03

America-RJ
- Campeonato Carioca - Série B: 2009

Seleção Carioca
- Campeonato Brasileiro de Seleções Estaduais: 1987[1]

Seleção Brasileira
- Copa do Mundo FIFA: 1994
- Copa das Confederações FIFA: 1997
- Copa América: 1989, 1997
- Taça Stanley Rous: 1987
- Torneio Bicentenário da Austrália: 1988

### Campanhas de destaques
Vasco
- 2ª colocação - Campeonato Carioca: 1986, 2000 e 2001
- 2ª colocação - Torneio Rio-São Paulo: 2000
- 2ª colocação - Copa do Mundo de Clubes da FIFA: 2000

Seleção Brasileira
- 2ª colocação - Olimpíadas de Seul: 1988
- 2ª colocação - Torneio da França: 1997
- 3ª colocação - Copa Ouro da CONCACAF: 1998

PSV
- 2ª colocação - Copa intercontinental: 1988
- 2ª colocação - Supercopa da UEFA: 1988
- 2ª colocação - Campeonato Holandês: 1989–90
- 2ª colocação - Supercopa da Holanda: 1991

Barcelona
- 2ª colocação - Supercopa da Espanha: 1993
- 2ª colocação - Liga dos Campeões da UEFA: 1993–94

Flamengo
- 2ª colocação - Campeonato Carioca: 1995 e 1998
- 2ª colocação - Supercopa Libertadores: 1995
- 2ª colocação - Copa Euro-América: 1996
- 2ª colocação - Copa dos Campeões Mundiais: 1996
- 2ª colocação - Torneio Rio-São Paulo: 1997
- 2ª colocação - Copa do Brasil: 1997

Fluminense
- 4ª colocação - Campeonato Brasileiro: 2002
- 2ª colocação - Campeonato Carioca: 2003

## Prêmios individuais
- Melhor Jogador do Mundo FIFA: 1994
- FIFA 100: 2004
- Seleção de Futebol do Século XX pela Voetbal International: 1999 (Melhor centroavante do século)
- Maior Centroavante da história - Site UOL: 2007[2]
- Seleção Brasileira de todos os tempos - Revista Placar
- Seleção Carioca do Século XXI: Globoesporte.com
- Onze de Bronze: 1993
- Onze d'Or: 1994
- Melhor Jogador da Europa - El País (Uruguai): 1994
- 2º Melhor Jogador do Mundo FIFA: 1993
- Ballon d'Or: 1994 (Edição revisada em 2015)[3]
- 10º Melhor Jogador do Mundo - Revista World Soccer: 1988
- 7º Melhor Jogador do Mundo - Revista World Soccer: 1989
- 4º Melhor Jogador do Mundo - Revista World Soccer: 1993
- 3º Melhor Jogador do Mundo - Revista World Soccer: 1994[4]
- 4º Melhor Jogador do Mundo FIFA: 1995
- 10º Melhor Jogador do Mundo FIFA: 1996
- Bola de Ouro da Copa do Mundo FIFA: 1994
- Seleção da Copa do Mundo FIFA: 1994
- Melhor jogador do Campeonato Holandês: 1989, 1990 e 1991
- Melhor atacante do Campeonato Holandês: 1989, 1990 e 1991
- Melhor atacante da Liga dos Campeões da UEFA: 1990 e 1993
- L'Équipe Campeão dos campeões – Esportista do ano: 1994
- Troféu EFE: 1993-94
- Troféu Pichichi (Artilharia da Liga Espanhola): 1993-94
- Melhor Jogador Estrangeiro da Espanha (revista El País): 1994
- Melhor Jogador Estrangeiro do Campeonato Espanhol (Revista Don Balón): 1994[5]
- Melhor Atacante Centro Avante do Campeonato Espanhol (Revista Don Balón): 1994[5]
- Seleção do Campeonato Espanhol (Revista Don Balon): 1994[5]
- Melhor Jogador do Campeonato Espanhol: 1994
- Bola de Prata da Copa das Confederações: 1997
- Bola de Bronze da Copa do Mundo de Clubes da FIFA: 2000
- Bola de Ouro Revista Placar: 2000
- Bola de Prata Revista Placar: 2000, 2001 e 2005
- Melhor Jogador estrangeiro de todos os tempos do futebol holandês: (Jornal Sportwereld)[6]
- 3º Maior Jogador de todos os tempos: (Associação de Estatísticos do Futebol (AFS))
- 7º Maior Jogador brasileiro de todos os tempos: (Site americano Bleacher Report)[7]
- 21º Maior Jogador de todos os tempos: (Revista Four Four Two)[8]
- 23º Maior Jogador de todos os tempos entre os jogadores que atuaram no período de 1994 até 2019: (Revista Four Four Two)[9]
- 40º Maior Jogador de todos os tempos: (Revista Sport Illustrated)[10]
- 13º Maior Jogador de todos os tempos em Copas do Mundo: (Revista World Soccer)[11]
- 16º Maior Jogador de todos os tempos em Copas do Mundo: (Jornal The Guardian)[12]
- 12º Maior Jogador Sul-americano de todos os tempos (Revista Four Four Two)[13]
- 30º Maior Jogador Sul-americano do Século XX - IFFHS: 1999
- 26º Maior Jogador do século XX - Revista World Soccer: 1999
- 11º Maior Jogador Brasileiro do Século XX - IFFHS: 1999
- 17º Maior Jogador do Século XX - Revista France Football: 1999
- 5º Maior Jogador do Século XX FIFA - Votação Internet: 2000
- 18º Maior Jogador do Século XX FIFA - Votação Grande Júri: 2000
- Prêmio Rei da América - El País : 2000 (1° lugar), 2001 (3° lugar)
- Chuteira de Prata da Copa do Mundo FIFA :1994
- Chuteira de Ouro da Revista Placar: 1999, 2000 e 2002
- Chuteira de Ouro da Copa das Confederações: 1997
- Chuteira de Ouro da CBF: 2001 e 2005
- Futebolista Neerlandês do Ano: 1989
- Troféu Rei do Gol: 2005
- Prêmio Golden Foot: 2007 (Como a lenda do futebol)
- Time dos Sonhos da Copa do Mundo FIFA[14]
- Time dos Sonhos de todos os tempos do Vasco: (Jornal Extra)[15]
- Time dos Sonhos de todos os tempos do PSV: (PSV Magazine)[16]
- Time dos Sonhos de todos os tempos do Flamengo: (Revista Lance - Série grandes Clubes em 1999 e votação internet)[17]
- Time dos Sonhos de todos os tempos do Barcelona: (Jornal El Mundo Deportivo)[18]
- Equipe Ideal de América - El País: 1995, 2000 e 2001
- Seleção do Sul-Americano Sub-20: 1985
- Seleção da Copa Ouro: 1998
- Hall da fama – Pachuca, México: 2014
- Hall da Fama no Museu do Futebol Brasileiro: 2006
- Calçada da fama no Maracanã: 2000
- Estátua de Bronze no Estádio de São Januário: 2007
- Calçada da fama do PSV: 2022[19]
- Melhor dupla de ataque de todos os tempos do futebol brasileiro com Euller entre os jogadores que atuaram no período de 2000 até 2020: (GloboEsporte.com)[20]
- Globe Soccer Awards (Prêmio pela carreira de ter sido um dos melhores jogadores de todos os tempos): 2022[21]
- Jogador do ano: Melhor jogador do Vasco da Gama nas temporadas 1987, 1988, 2000 e 2001

## Artilharias

### (Categorias de base)
- Campeonato Carioca Sub-15 de 1979 (7 gols)
- Campeonato Carioca Sub-17 de 1982 (13 gols)
- Campeonato Carioca Sub-20 de 1983 (17 gols)
- Campeonato Carioca Sub-20 de 1984 (22 gols)
- Campeonato Sul-Americano Sub-20 de 1985 (5 gols)

### (Competições amistosas)
- Torneio Bicentenário da Austrália (3 gols)
- Troféu FORTA - Antena 3 TV Marbella de 1993 (2 gols)
- Torneio Isla de Tenerife de 1993 (3 gols)
- Copa dos Campeões Mundiais de 1996 (2 gols)

### (Competições oficiais)
- Campeonato Carioca de 1986 (20 gols)
- Campeonato Carioca de 1987 (16 gols)
- Jogos Olímpicos de 1988 (7 gols)
- Liga dos Campeões da UEFA de 1989–90 (6 gols)
- Eredivisie de 1988-89 (19 gols)
- Eredivisie de 1989–90 (23 gols)
- Eredivisie de 1990–91 (25 gols)
- Copa dos Países Baixos de 1990-1991 (5 gols)
- Liga dos Campeões da UEFA de 1992–93 (7 gols)
- La Liga de 1993–94 (30 gols)
- Campeonato Carioca de 1996 (26 gols)
- Campeonato Carioca de 1997 (18 gols)
- Torneio Rio-São Paulo de 1997 (7 gols)
- Copa das Confederações de 1997 (7 gols)
- Campeonato Carioca de 1998 (10 gols)
- Copa do Brasil de 1998 (7 gols)
- Campeonato Carioca de 1999 (16 gols)
- Copa do Brasil de 1999 (8 gols)
- Copa Mercosul de 1999 (8 gols)
- Campeonato Carioca de 2000 (19 gols)
- Campeonato Mundial de Clubes da FIFA de 2000 (3 gols)
- Campeonato Brasileiro de 2000 (módulo Azul e fase final) (20 gols)
- Copa Mercosul de 2000 (11 gols)
- Torneio Rio-São Paulo de 2000 (12 gols)
- Campeonato Brasileiro de 2001 (21 gols)
- Campeonato Brasileiro de 2005 (22 gols)
- USL Soccer de 2006 (20 gols)

## Recordes individuais
- Maior artilheiro em jogos oficiais de todos os tempos do futebol (Revista El Gráfico) - (768 gols)[22]
- Segundo maior artilheiro de clubes da história (IFFHS) - (689 gols) (Ficando em primeiro lugar até março de 2022 quando foi ultrapassado por Cristiano Ronaldo).[23][24]
- Maior artilheiro da década de 90 - (340 gols)[25]
- Jogador a ficar mais tempo com o prêmio de melhor da Copa e Campeão do Mundo de 1994 até 2022 quando o feito foi conquistado por Lionel Messi.[26]
- Maior artilheiro de todos os tempos da Copa Mercosul - (23 gols)
- Maior artilheiro do Vasco no século XXI - (131 gols)[27]
- Jogador que foi mais vezes artilheiro em competições oficiais - (27 artilharias)
- Segundo maior artilheiro de todos os tempos da Copa do Brasil - (36 gols) - (Ficando em primeiro lugar até abril de 2022 quando foi ultrapassado por Fred).[28]
- Jogador com mais artilharias consecutivas da Copa do Brasil: 2 (1998 e 1999)
- Jogador que marcou mais de 100 gols por 3 equipes diferentes - (Vasco, PSV e Flamengo)[29]
- Jogador com mais artilharias consecutivas da Copa Mercosul: 2 (1999 e 2000)
- Jogador que foi mais vezes artilheiro da Copa Mercosul: 2 (1999 e 2000)
- Jogador que foi mais vezes artilheiro do Campeonato Carioca: 7 edições - (1986, 1987, 1996, 1997, 1998, 1999 e 2000)
- Jogador que mais vezes venceu a chuteira de Ouro da Revista Placar - 3 edições (1999 pelo Flamengo, 2000 pelo Vasco e 2002 pelo Fluminense)
- Jogador mais vezes artilheiro do Brasileirão Série A: 2000, 2001 e 2005
- Jogador que mais vezes fez hat-tricks em uma edição do Campeonato Espanhol: 5 vezes em 1993–94[30] (Ficou até 2010–11 em 1º lugar, perdendo o recorde para Cristiano Ronaldo, que fez 6 vezes na temporada 2010-2011)[31]
- Quarto maior artilheiro do Flamengo - (204 gols)[32]
- Terceiro maior artilheiro do Flamengo em competições internacionais - (14 gols)
- Segundo maior artilheiro do Vasco - (326 gols)[33]
- Maior artilheiro do Vasco em competições internacionais - (18 gols)
- Terceiro maior artilheiro do PSV em jogos oficiais - (128 gols)[19]
- Maior artilheiro em uma edição de Copa das Confederações: 1997 - (7 gols)[34]
- Maior artilheiro da seleção brasileira em uma edição de Jogos Olímpicos: 1988 - (7 gols)
- Segundo maior artilheiro da seleção brasileira em eliminatórias para a Copa do Mundo - (11 gols) (ficando em primeiro lugar até setembro de 2021 quando foi ultrapassado pelo Neymar).[35][36]
- Jogador que mais fez gols em jogos oficiais em um ano pela Seleção Brasileira: 1997 - (20 gols)
- Quarto maior artilheiro de todos os tempos da Seleção Brasileira em jogos oficiais: 55 gols em 70 jogos[37]
- Maior artilheiro do mundo no ano 2000 - (73 gols)[38][39]
- Maior artilheiro de todos os tempos do Vasco em uma temporada - (66 gols em 2000)[40]
- Está na lista das seis maiores atuações individuais cara a cara da história do futebol mundial eleito pelo jornal inglês The Guardian - (Jogo Brasil vs Uruguai 19 de setembro de 1993 das eliminatórias para a Copa do Mundo de 1994)[41]
- Terceiro maior artilheiro de todos os tempos do Brasileirão Série A: 155 gols (Ficando em segundo lugar até 2021 quando foi ultrapassado pelo Fred)[42]
- Artilheiro mais velho de uma edição de Campeonato Brasileiro: 2005, aos 39 anos[43]